# جوهرة بنت الحبس (فلم)
جوهرة بنت الحبس فيلم مغربي أخرجه سعد الشرايبي سنة 2003، من بطولة منى فتو، محمد البسطاوي، محمد خيي. الفيلم يعتبر من أهم الأفلام المغربية التي قاربت موضوع حقوق الإنسان والمرأة في آن واحد وذلك في سنوات الرصاص التي عاشها المغرب في سبعينيات القرن العشرين وقد تم تصويره في سجن حقيقي.

## القصة
عن جوهرة الفتاة التي ولدت في السجن من رحم أمها التي سجنت مع المعتقلين السياسيين ولعبت دورها منى فتو. و قد تطرق الفيلم لقصص واقعية حدتث بمدينة الدار البيضاء حول مراقبة أجهزة الاستخبارات المغربية آنذاك للنوادي السينمائية للطلاب واعتقالهم لأدنى الأسباب بتهم سياسية.

## روابط خارجية
- مقالات تستعمل روابط فنية بلا صلة مع ويكي بيانات